# Abney and Abney Grange
Pour les articles homonymes, voir Abney.
Abney and Abney Grange est une paroisse civile du Derbyshire, en Angleterre. Comme son nom l'indique, elle comprend les villages d'Abney et d'Abney Grange.